# Ma Kelly's Greasy Spoon
Ma Kelly's Greasy Spoon — третій студійний альбом англійської групи Status Quo, який вийшов у серпні 1970 року.

## Композиції
1. Spinning Wheel Blues - 3:21
2. Daughter - 3:01
3. Everything - 2:36
4. Shy Fly - 3:49
5. (April) Spring, Summer and Wednesdays - 4:12
6. Junior's Wailing - 3:33
7. Lakky Lady - 3:14
8. Need Your Love - 4:46
9. Lazy Poker Blues - 3:37
10. Is it Really Me/Gotta Go Home - 9:34

## Склад
- Френсіс Россі - вокал, гітара
- Рік Парфітт - вокал, гітара
- Алан Ланкастер - басс-гітара
- Рік Парфітт - вокал, орган
- Джон Колен - ударні